# José Greci
José Greci (* 10. Februar 1940 in Ferrara als Giuseppina Greci; † 1. Juni 2017 in Rom) war eine italienische Schauspielerin.

## Leben und Karriere
Greci, die Tochter eines Journalisten und Fernsehautors, studierte ab 1956 Schauspiel an der Accademia nazionale d’arte drammatica. Ihre erste Kinorolle hatte sie 1959 als Maria, die Mutter Jesu, in dem Filmklassiker Ben Hur von William Wyler; für diesen Auftritt blieb sie allerdings in den Credits unerwähnt. In den 1960er-Jahren kam sie zu einiger Bekanntheit im italienischen Kino und spielte oft mehrere Film-Hauptrollen im Jahr. Besonders häufig trat sie als attraktive Leading Lady in Sandalenfilmen oder Spionagestreifen neben Darstellern wie Gordon Scott, Steve Reeves und Sergio Ciani auf, wobei sie auch unter Pseudonymen wie "Cordin Davis", "Liz Havilland" und "Susan Paget" geführt wurde. Daneben spielte Greci auch in mehreren Fernsehproduktionen.
Bereits Anfang der 1970er-Jahre zog sie sich weitgehend aus dem Filmgeschäft zurück; zuletzt stand sie 1985 für einen Fernsehfilm vor der Kamera. Greci, die die langjährige Lebensgefährtin des Autors Dino Verde war, starb im Juni 2017 im Alter von 77 Jahren.

## Filmografie (Auswahl)
- 1958: Canne al vento (Fernsehfilm)
- 1959: Ben Hur (Ben-Hur)
- 1960: Kampf um Rom (La vendetta dei barbari)
- 1961: Romulus und Remus (Romolo e Remo)
- 1962: Kampf der Giganten (Ursus gladiatore ribelle)
- 1962: Die gewaltigen Sieben (Maciste il gladiatore più forte del mondo)
- 1963: Der Stärkste unter der Sonne (Maciste l'eroe più grande del mondo)
- 1963: Don Ramiro hat verspielt (Golia e il cavaliere mascherato)
- 1963: Die Höllenhunde des Dschingis Khan (Maciste contro i Mongoli)
- 1964: Die Vernichtung des Dschingis Khan (Maciste nell'inferno di Gengis Khan)
- 1965: Agent 077 – Heißes Pflaster Tanger (Marc Mato, agente S. 077)
- 1965: Sieben gegen alle (Sette contro tutti)
- 1966: Maigret und der Würger von Montmartre (Maigret a Pigalle)
- 1966: King hetzt 7 Killer (Un milione di dollari per sette assassini)
- 1968: Den Geiern zum Fraß (All’ultimo sangue)
- 1972: Opium Connection (Afyon oppio)
- 1974: Catene
- 1985: Io e te, amore mio, ci ameremo eternamente (Fernsehfilm)